# Winterthurer Musikfestwochen

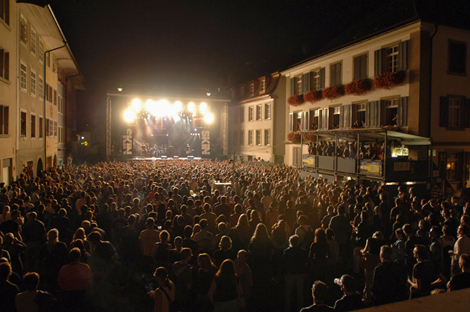
Die Musikfestwochen 2005 beim Konzert von Skin

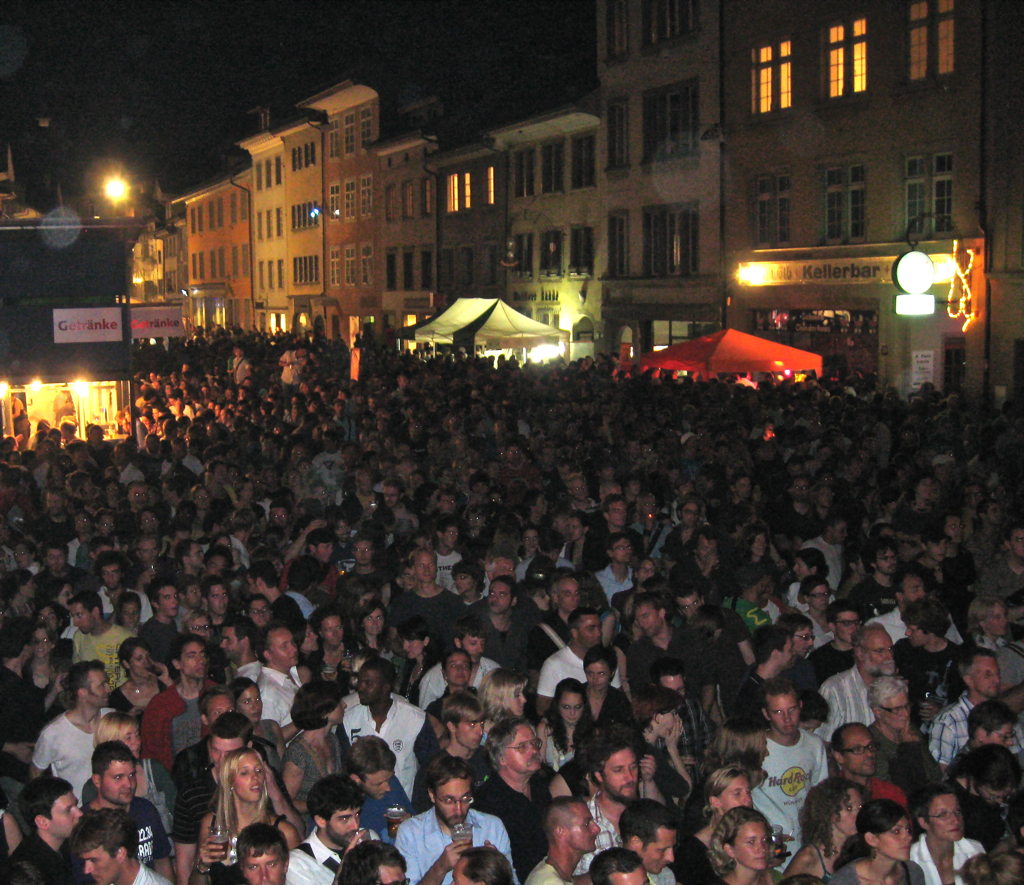
Zuschauer an den Musikfestwochen 2009

Die Winterthurer Musikfestwochen sind ein 12-tägiges Altstadt-Musikfestival, bei dem es neben den täglichen Konzerten auf der Steinberggasse und dem Kirchplatz in der Winterthurer Altstadt auch Kleinkunst, Strassenmusik und Nachwuchsbands zu entdecken gibt. Auf insgesamt vier Bühnen spielen über 70 Acts – die meisten davon im kostenlosen Programm. Das letzte Wochenende ist jeweils kostenpflichtig, an den neun Tagen davor sind alle Veranstaltungen gratis. Die Musikfestwochen gehen jeweils im August über die Bühne und werden 2023 zum 48. Mal ausgetragen. Sie sind das älteste regelmässig stattfindende Open-Air-Festival der Schweiz und locken jährlich rund 50'000 Besucher an. Die Förderung von einheimischen Bands, Präsentation von internationalen Neuentdeckungen und eine lebendige Zusammenarbeit in der städtischen Kulturszene liegen dem Festival besonders am Herzen.

## Organisation
Für die Organisation der Musikfestwochen ist ein Verein zuständig, dessen Vorstand eine Geschäftsleitung ernennt, die für die Organisation des Festivals zuständig ist. Über 600 freiwillige Helfer machen die Durchführung des Festivals überhaupt möglich. Während den Musikfestwochen sorgen die umliegenden Bars und Konzertlokale wie das Salzhaus, Gaswerk, Albani und Kraftfeld für ein breites Rahmenprogramm mit Clubkonzerten und Afterpartys.

## Geschichte
Das Festival wurde 1976 als Antwort auf die elitär empfundenen Luzerner Musikfestwochen gegründet mit dem Ziel zeitgenössischer Musik eine Plattform zu bieten. Damals betrug das Budget noch 1500 Franken. Die ersten drei Jahre fanden die Musikfestwochen noch in der Africana-Bar und wurden danach zu ihrem heutigen Standort in die Steinberggasse verlegt, wo sie noch bis heute stattfinden.
2020 konnten die Winterthurer Musikfestwochen aufgrund der Corona-Pandemie nicht stattfinden. Es war die erste Absage in der 45-jährigen Geschichte des Festivals.
2021 fanden die 46. Winterthurer Musikfestwochen vom 11. – 22. August coronabedingt nicht in der Altstadt, sondern im Rychenbergpark, Büelpark und Viehmarkt statt. Im Herzen der Altstadt, auf dem Kirchplatz, wurden zwei Formate durchgeführt: Die Musiksalzkirche in der Stadtkirche sowie das Menu Surprise im Gewerbemuseum Winterthur.

## Vergangene Line-Ups
Nachfolgend findet sich eine Auflistung der wichtigsten Künstler an den Konzerten der letzten Jahre (Haupt- und Gratiskonzerte).
- 1976: Krokus, RVW
- 1977: Krokus, Floyd Hunchback Group
- 1978: The Boomtown Rats, Country Joe McDonald, James Booker
- 1979: Alvin Lee & Ten Years After, Taj Mahal, Wolfgang Ambros, Konstantin Wecker, Miriam Makeba
- 1980: Rory Gallagher, Donovan, Lindisfarne
- 1981: In diesem Jahr fanden keine Grosskonzerte statt.
- 1982: In diesem Jahr fanden keine Grosskonzerte statt.
- 1983: In diesem Jahr fanden keine Grosskonzerte statt.
- 1984: Mink DeVille, The Luther Allison Band, Pino Daniele, Aswad, Queen Ida
- 1985: Friedrich Gulda und das Winterthurer Stadtorchester, Herbert Grönemeyer, Wolf Maahn & die Deserteure, Rubén Blades y Seis Del Solar, Hugh Masekela, Xalam, Rochereau
- 1986: John McLaughlin und das Winterthurer Stadtorchester, Working Week, Carmel, Eric Burdon, Johnny Mars, Stephan Sulke, Heinz Rudolf Kunze
- 1987: The Kinks, Udo Lindenberg, Alla Pugacheva, The Georgia Satellites, Chick Corea & Friedrich Gulda, Toy Dolls
- 1988: Iggy Pop, Living Colour, Edoardo Bennato, Rainhard Fendrich, Ornette Coleman und das Winterthurer Stadtorchester, Mint Juleps, The Godfathers, Julia Fordham
- 1989: Stray Cats, Nina Hagen, Mano Negra, Noir Désir, Gilberto Gil Group, The Mission, Roger Chapman, New Model Army, Steve Thomson, Underworld
- 1990: Aerosmith, Meat Loaf, The Pogues, Tanita Tikaram, Quireboys, Hothouse Flowers, Bartrek, Hands Up, Prodigal Sons, Genocide
- 1991: Iron Maiden, The Sisters of Mercy, The Almighty, The Moody Marsden Band, Frank Tovey & The Pyros
- 1992: Neville Brothers, Randy Newman, Public Enemy, Winterthurer Stadtorchester & Moondog & Stephan Eicher, Urban Dance Squad, Die Toten Hosen (Menschen, Tiere, Sensationen Tour), Manic Street Preachers, Andy White, Doug Legacy & The Zydeco Party Band, Sens Unik
- 1993: Us3, Foreigner, Ligabue, Nits und das Stadtorchester Winterthur mit dem Swiss Youth Symphony Orchestra, Johnny Clegg & Savuka, Moleque de Rua, Hazel O’Connor, Siouxsie and the Banshees, Texas, The Brian May Band
- 1994: Rollins Band, Senser, Stiltskin, Die Ärzte, The Damned, Terry Hoax, Red Devils, BAP, Paolo Conte
- 1995: Green Day, Soundgarden, Beck, Foo Fighters, Massive Attack, Radiohead, Pennywise, The Riverdales, Geoffrey Oryema, Walter Wolfman Washington, Shootyz Groove, Kyuss, Lokua Kanza, Hans ’n’ Moses
- 1996: The Prodigy, Prong, Weezer, The Offspring, Millencolin, Headcrash, Social Distortion, Neneh Cherry, Ice-T, Züri West, Babylon Zoo, Supergrass, Selig, Sadat X, Onyx, Heather B. and M.O.P., Morcheeba, Das Cartel
- 1997: In diesem Jahr fanden keine Grosskonzerte statt.
- 1998: Polo Hofer & Schmetterband, Lovebugs, The Young Gods, MXD, Superkind, No Religion, I Salonisti, Acapickels, Herr Thiel & Herr Sassine, Mich Gerber, Corin Curschellas
- 1999: Marc Almond, No Means No, The Peacocks, Althaus Schönhaus Quartett, Now’s Never, Ursus & Nadeschkin, Leningrad Cowboys, Apocalyptica, HIM, Freundeskreis, Articolo 31, Subzonic, Patent Ochsner, Ricky, Plankton
- 2000: Ween, The Black Eyed Peas, Boss Hog, Fettes Brot, Terry Callier, Jay-Jay Johanson, Gluecifer, Cell Division, De/Vision, Dynamite Deluxe
- 2001: Muse, Stone Temple Pilots, Papa Roach, Run-D.M.C., Alien Ant Farm, Sertab Erener, Levent Yüksel, The Hellacopters
- 2002: Gentleman, Blumentopf, Turntablerocker, Son Goku, Skalariak, Wolf Maahn, Sportfreunde Stiller, Joy Denalane, Michael von der Heide, TJ Signorino, The Brand New Rhythm
- 2003: Eels, Patrice, Lady Saw, ASD, Silly Walks Movement, Jojo Mayer, Skarface, Rolf Stahlhofen, Curse, Stress, Favez, DJ Koze, Besh o Drom
- 2004: Velvet Revolver, Everlast, Auf der Maur, Kaizers Orchestra, Sam Ragga Band, Sens Unik, The Slackers, The Adicts, Panteón Rococó, Flogging Molly, Frank Popp Ensemble, Bauchklang, Famara
- 2005: The Offspring, The Roots, Skin, Beatsteaks, Massive Töne, Hot Hot Heat, Backyard Babies, Mobile, Gliss, Michael von der Heide, Phenomden, Mouse on Mars, El Pus, Culcha Candela, Clueso, Mangu
- 2006: Eagles of Death Metal, Jan Delay, Jimmy Eat World, Blackmail, El Presidente, Slut, Gods of Blitz, Klee, Ohrbooten, William White, Mediengruppe Telekommander, Eskorzo, The Delilahs
- 2007: Kasabian, Turbonegro, Lunik, The Young Gods, Eagles of Death Metal, Anna Ternheim, Navel, Winterthurer Symphoniker mit Yoshiro Hanno, Jeans Team, Heidi Happy, Mardi Gras.bb, Che Sudaka, Miss Platnum, Kinderzimmer Productions
- 2008: Madrugada, Grand Avenue, Johnossi, Róisín Murphy, Hot Chip, Stephan Eicher, Stiller Has, Madsen, Breitbild, Balkan Beat Box, Senor Coconut
- 2009: Morcheeba, Keane, The Kooks, Danko Jones, Lamb, Athlete, Martina Topley-Bird, Seven, Bonaparte, Friska Viljor, Weyermann & Trummer, Wurzel 5, Shantel & Bucovina Club Orkestar
- 2010: Paolo Nutini, Eels, Black Rebel Motorcycle Club, White Lies, The Gaslight Anthem, The Young Gods, Nouvelle Vague, Frank Turner, Rox, Ghinzu, Prinz Pi, Blue October
- 2011: Simple Minds, Manic Street Preachers, Archive, dEUS, Apocalyptica, The Darkness, Anna Calvi, Iron and Wine, Edward Sharpe and The Magnetic Zeros, PVP, 77 Bombay Street, Eluveitie, Pantéon Rococó
- 2012: Sigur Ros, Franz Ferdinand, The Hives, Flogging Molly, Get Well Soon, Kettcar, Apparat, Greis, Giant Giant Sand, The Black Seeds, The Answer, Baby Jail, Del Castillo, Get Well Soon, Ewert and the Two Dragons
- 2013: Element Of Crime, Sophie Hunger, Milky Chance, Travis, Glen Hansard, Sea + Air, Sportfreunde Stiller, Casper, Royal Republic, Kashmir, Steaming Satellites, Knackeboul, Fiva, Ranglekods, Efterklang, Mighty Oaks, Hecht, Stiller Has, Turbostaat, Velvet Two Stripes
- 2014: Airbourne, Triggerfinger, Elbow, Nada Surf, Damien Rice, Other Lives, Balthazar, Sohn, AnnenMayKantereit, Ebo Taylor, Nick Waterhouse, Kakkmaddafakka, Käptn Peng & die Tentakel von Delphi
- 2015: Ben Howard, Calexico, Beatsteaks, Bad Religion, Donots, Seasick Steve, Fink, Manchester Orchestra, Ibeyi, Augustines, Villagers, Philipp Fankhauser, Kitty, Daisy & Lewis, Sólstafir, Orlando Julius & The Heliocentrics, Olli Schulz, Vök, Binkbeats, Chassol
- 2016: Tom Odell, Irie Révoltés, Frank Turner, Daughter, Elias, Dub FX, Neonschwarz, Pennywise, Band Of Skulls, Oh Wonder, Russkaja, Local Natives, Breitbild, Pablo Nouvelle, Agent Fresco, The Boxer Rebellion, Heymoonshaker
- 2017: Andy Shauf, Band of Horses, Broilers, Faber, Feine Sahne Fischfilet, Feist, Glen Hansard, Kraftklub, Philipp Poisel, Allah-Las, Zeal & Ardor, Steve ’n’ Seagulls, Bukahara, Baze, Oddisee & Good Company
- 2018: Metronomy, Benjamin Clementine, Ider, Billy Talent, Black Foxxes, Beginner, Turbostaat, Käptn Peng & Die Tentakel von Delphi, Beginner, Tocotronic, Curtis Harding, Fiva x JRBB, Kadavar, Ghostpoet, Nilüfer Yanya, Altın Gün, Big Thief, Tshegue, Gisbert zu Knyphausen, Von Wegen Lisbeth, Klangstof, Mammal Hands
- 2019: Alice Phoebe Lou, AnnenMayKantereit, Laura Misch, Mighty Oaks, Nothing but Thieves, Ocean Alley, Skinny Lister, Reykjavíkurdætur, Ikan Hyu, Viagra Boys, Kid Simius, Lee Fields & The Expressions, The Two, Golden Dawn Arkestra, Gentleman's Dub Club, Hockey Dad
- 2020: In diesem Jahr fanden keine Konzerte statt.
- 2021: Brandão Faber Hunger, KUMMER, Faber, Hermanos Gutiérrez, Kit Sebastian, Majan, Black Country, New Road, Brutus, /A\, Steam Down, Molchat Doma, Phanee de Pool, Los Bitchos, Cleopatrick, Dino Brandão, My Ugly Clementine, Jack Slamer, Meskerem Mees, GeilerAsDu, Andrea Bignasca, Lalalar, Kerosin95, Fai Baba, L'eclair, Evenlinn Trouble, El Khat, Al Pride, Willie J Healey, Nadja Zela & The Royal Poodle Force Choir, Mnevis, Ayom, Andryy